# 盧墨雪
盧墨雪（英語：Matthew J. Rous，1964年－），英國前外交官，2014年至2017年間出任英國駐廣州總領事。

## 生涯
盧墨雪於1991年加入英國外交部工作，首次擔任的駐外勤務為英國駐華大使館香港事務主管及新聞官（1994年－1997年），其後則歷任駐比利時大使館副館長及商務經濟參贊（2002年－2005年）、駐印尼大使館副館長及參贊（2005年－2010年）等職，亦曾暫代駐亞塞拜然大使館館長職務。盧氏自2014年12月21日開始上任駐廣州總領事。
自外交部退休後，盧墨雪於2017年至2021年間出任英中貿易協會總裁（Chief Executive），卸任後的職務由奚安竹繼任。